# 久米良作
久米 良作（くめ りょうさく、慶応4年7月20日（1868年9月6日） - 昭和9年（1934年）2月9日）は、明治から昭和の実業家。東京瓦斯社長などを歴任した。

## 経歴
武蔵国児玉郡児玉（現・埼玉県本庄市）出身。久米六右衞門の長男。久米彌太郞の従兄。1891年（明治24年）東京法學院（後の中央大学）を卒業する。1896年（明治29年）、家督を相続する。前名松太郞を改める。1897年（明治30年）日本鉄道会社取締役、1898年（明治31年）理事委員として、東北本線・高崎線・常磐線などの鉄道拡張に尽力した。1906年（明治39年）副社長となり、鉄道国有法施行に向けた移管手続きに当たった。東京瓦斯に移った後、1910年（明治43年）副社長、1914年（大正3年）社長となった。
久米同族会社社長、日本工業倶楽部理事、國際信託會社長などを歴任した。

## 家族
- 弟：渡邊六藏（従兄弟に渡邊岱三、岱三の兄妹は福田代造の妻、岳父は貴族院議員 渡辺治右衛門)
- 妻：てる (関根作三郎の長女、兄弟の義妹姉は吉川芳太郎姉)